# Выворот матки
Выворот матки (лат. inversio uteri) — редкое тяжелое состояние, при котором тело матки выворачивается наизнанку и выдается через шейку матки во влагалище за пределы половой щели, обычно после родов. В редких случаях инверсия может возникнуть не в связи с беременностью.
Вначале в области дна матки образуется углубление (воронка выворота), в которое втягиваются маточные трубы, круглые и широкие связки матки, иногда яичники. Затем воронка выворота увеличивается, вывернутое тело матки может опускаться через канал шейки во влагалище.

## Признаки и симптомы

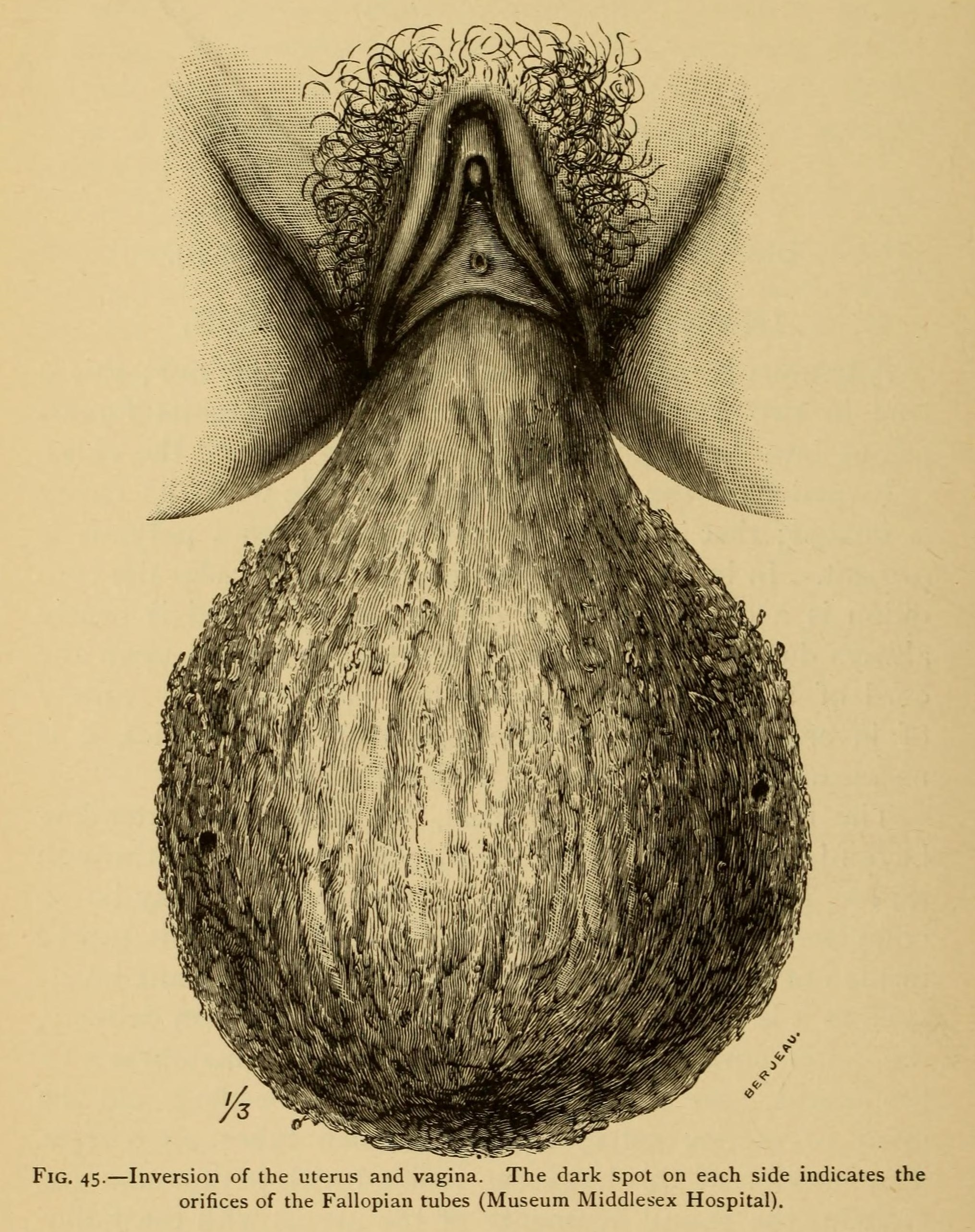
Рисунок с полным выворотом матки

Полный выворот матки, при котором вывернутая матка находится во влагалище или выходит из половой щели, распознать несложно. При частичном вывороте с помощью двуручного исследования в области тела матки можно обнаружить воронкообразное углубление, а во влагалище — опухолевидное образование.
Выворот матки часто сопровождается значительным послеродовым кровотечением. Традиционно считалось, что он вызывает гемодинамический шок «непропорционально» кровопотере, однако кровопотерю часто недооценивали. Парасимпатический эффект вытяжения связок матки может вызвать брадикардию.
Признаки острого выворота матки:
- Резкие боли в животе.
- Кровотечение из сосудов матки.
- Головокружение.
- Рвота.
- Бледность.
- Частый, слабого наполнения пульс.
- Снижение артериального давления.

Выворот матки является неотложным состоянием, которое может вести к шоку, инфекции и смерти.

## Причины
Атония матки является ведущей причиной формирования выворота и, как правило, сочетается с приведенными ниже факторами.
Наиболее частой причиной является неправильное ведение 3-го периода родов, например:
- Чрезмерное давление врачом на дно матки.
- Чрезмерное натяжение пуповины в 3-м периоде родов.

Другими естественными причинами могут быть:
- Развившаяся или врожденная слабость матки.
- Преждевременные роды
- Короткая пуповина
- В раннем послеродовом периоде может произойти самопроизвольно в результате резкого расслабления мускулатуры матки и повышения внутрибрюшного давления (например, при кашле, рвоте).

Выворот матки чаще встречается при многоплодной беременности, чем при одноплодной беременности.

### Причины, не связанные с беременностью
Редко выворот матки возникает при изгнании из полости матки опухоли на короткой нерастяжимой ножке (полип, подслизистая миома, саркома).

## Классификация

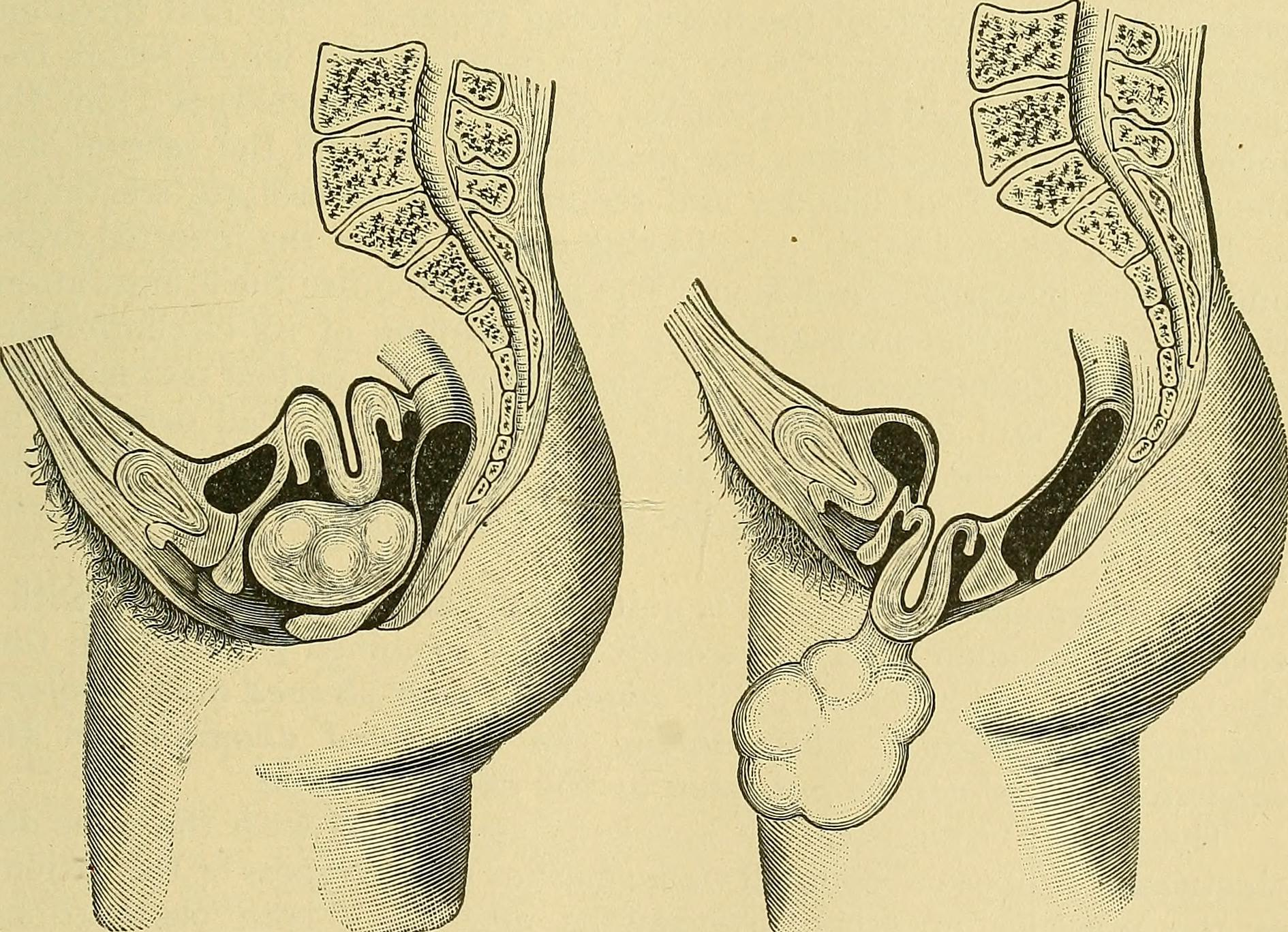
Рисунок частичного (слева) и полного(справа) выворота матки с анатомическими подробностями

#### Виды выворота матки
- Полный выворот матки — матка видна за пределами шейки матки, располагается во влагалище, иногда выходит за пределы половой щели.
- Неполный (частичный) выворот матки — область дна матки не выходит за пределы наружного зева шейки матки.[7]

#### Степени выворота матки
- 1 степень — неполный выворот;
- 2 степень — полный выворот во влагалище;
- 3 степень — полный выворот за пределы половой щели.

#### Формы выворота матки
- Самопроизвольный выворот — в результате естественных причин.
- Насильственный выворот — в результате ятрогенных причин.

### Онкогенетический выворот матки
Онкогенетический — развивается медленно в течение нескольких дней, в клинической картине преобладают симптомы основного заболевания. Опухоль, связанная с дном матки, может выпадать из влагалища или определяется внутри него при исследовании с помощью влагалищных зеркал. Лечение, как правило, оперативное; объем операции и прогноз определяются основным заболеванием.

## Лечение

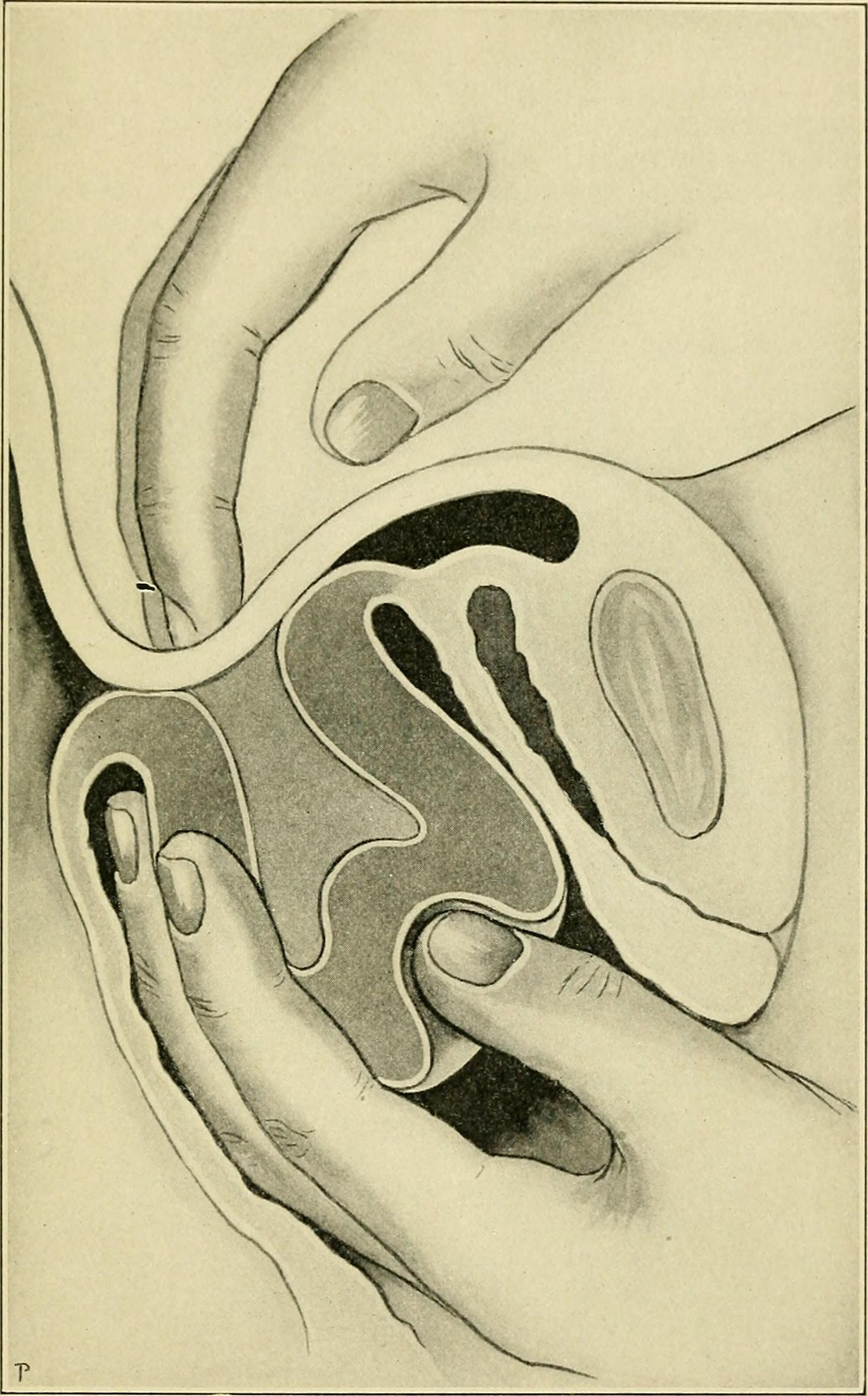
Ручное вправление путем давления на дно матки

### Нехирургический
Лечение при вывороте матки заключается в немедленном ручном вправлении путем давления на дно матки, пока матка не займет нормальное положение. Если плацента остается прикрепленной, матку необходимо вправить до выделения плаценты.
Чтобы восстановить нормальное положение матки, врач проталкивает ее обратно во влагалище, проводит трубку во влагалище под наркозом и тампонирует влагалище стерильными бинтами.
Из-за дискомфорта иногда необходимо введение анальгетиков и седативных средств или применение анестезирующего средства общего действия (наркоза).

### Хирургический
Если попытки вправить матку безуспешны, то необходимо проведение лапаротомии; манипуляции с дном матки проводят влагалищным путем или абдоминально, чтобы возвратить матку к ее нормальному положению.
Проводится задняя кольпогистеротомия (операцию Кюстнера — Пикколи — Дюре), при которой рассекают заднюю часть свода влагалища и заднюю стенку матки, вправляют вывернутую матку и восстанавливают целостность матки и влагалища.
После того, как матка возвращена на место, женщинам следует назначить утеротонический препарат (например, окситоцин), чтобы уменьшить вероятность повторного выворота и кровотечения.

### Радикальный
В тех редких случаях, когда вернуть матку в нормальное положение не удается, проводится ее хирургическое удаление (гистерэктомия).

## Эпидемиология
Выворот матки происходит примерно от 1 из 2 000 до 1 из 10 000 родов. В развивающихся странах показатели выше.

## Прогноз
Прогноз при своевременной диагностике и правильном лечении благоприятный.
Риск смертельного исхода — ~15%.